# Haydn Green
Adrian "Haydn" Green (18 tháng 3 năm 1887 – 8 tháng 2 năm 1957) là một cầu thủ bóng đá và huấn luyện viên bóng đá người Anh. Sau khi thi đấu cho Nottingham Forest, Manchester United, Aston Villa, Newport County và Reading, ông dẫn dắt các đội Ebbw Vale, Bangor, Hull City, Swansea Town và Watford.
Tại Hull City, nơi ông quản lý từ tháng 5 năm 1931 đến tháng 3 năm 1934, Green duy trì tỉ lệ thắng 49,59%.